# Windhaag (Gemeinde Alland)
Windhaag ist eine Rotte und Katastralgemeinde in der Marktgemeinde Alland in Niederösterreich. 

## Geografie
Die weit zerstreute Rotte liegt etwa drei Kilometer südwestlich von Alland am Südhang des Höherberges 657 m ü. A. und ist nur von Osten aus über Groisbach erreichbar.

## Geschichte
Während des Zweiten Weltkrieges befand sich in Windhaag ein Arbeitslager für französische Kriegsgefangene und inhaftierte Roma und Sinti, die zur Garten- und Landarbeit in der Lungenheilstätte nördlich von Groisbach herangezogen wurden.